# Роберто Корраль
Роберто Корраль Гарсія (ісп. Roberto Corral García, 14 вересня 1997, Вальядолід) — іспанський футболіст, лівий захисник.

## Клубна кар'єра
Вихованець клубу «Реал Вальядолід» з рідного міста. 14 травня 2016 року він дебютував за резервну команду у матчі проти «Сельти Б» (2:4) у 38 турі групи I Сегунди Б. Цей матч так і залишився єдиним того сезону, а з наступного Роберто став стабільним основним гравцем резервістів «Вальядоліду». У сезоні 2016/17 за них він зіграв 23 гри чемпіонату, в яких забив гол. У сезоні 2017/18 — 26 ігор, у сезоні 2018/19 — 35 ігор, у яких забив гол, а в сезоні 2019/20 він зіграв 17 ігор. Загалом за резервну команду Корраль провів 102 матчі.
18 грудня 2019 року Корраль дебютував у першій команді «Реал Вальядоліда» у матчі Кубка Іспанії проти «Толоси», який закінчився з рахунком 3:0. 11 січня 2020 року він знову зіграв за першу команду в наступному матчі Кубка Іспанії, цього разу проти «Марбелья», яку його команда виграла у серії пенальті. Цей матч став другим і останнім у футболці основи рідного клубу.
На сезон 2020/21 лівий захисник був відданий в оренду «Нумансії» з Сегунди Б, де провів 15 ігор і забив один гол в усіх турнірах. Після повернення з оренди в серпні 2021 року він розірвав контракт із «Реал Вальядолідом».
22 січня 2022 року, провівши пів року без команди, він підписав контракт з «Короною» (Кельці) з Першої ліги, другого польського дивізіону. До кінця сезону він зіграв 16 ігор у чемпіонаті і забив один гол, допомігши команді вийти до Екстракляси. Втім у вищому польському дивізіоні іспанець до кінця року зіграв лише 5 ігор, тому у лютому 2023 року розірвав контракт за обопільною згодою.
У березні 2023 року на правах вільного агента уклав контракт з харківським «Металістом».